# 平綴じ
平綴じ（ひらとじ）とは、製本の方式の1つ。印刷原稿の側面から針金や糸で綴じる製本。日本の伝統的な糸綴じの和装本の中にも平綴じといえるものがあるが、洋装本の制作で平綴じという場合には針金による平綴じ（針金平綴じ）を前提としている。
針金平綴じによる製本は、並製本・簡易製本ともいわれ、頁数の少ない冊子で採用されることが多い。針金で原稿全体を貫通して綴じるため頑丈ではあるが、中綴じや無線綴じに比べて見開き部分の可読性が劣る。